# 黃炎堃
黃炎堃（英語：Wong Yim Kwan，1992年8月1日—），生於香港，香港足球運動員，司職左後衛。

## 球會生涯
黃炎堃生於香港，早年就讀大埔三育中學。他出身於大埔青年軍，2009/10球季獲提拔到一隊，至2011/12球季外借到港菁，隨後他在2012年7月回歸和富大埔，但是球會不幸降班，令他選擇轉會到甲組升班馬愉園，只是愉園以國援作主打，戰績不進反退，並疑似捲入打假波事件，於是他於2014年1月2日加盟太陽飛馬，至6月24日外借給重返頂級聯賽的和富大埔一季，結果和富大埔在首季港超聯排名榜尾降班，而在沒有球會落班下，他在地盤工作1年期間加盟乙組球會東區，隨後他為爭取機會重返頂級聯賽，便嘗試聯絡港超聯球會元朗的行政經理，結果他在2016年7月加盟，並在高級組銀牌決賽，正選上陣並踢足全場，協助元朗以3–0擊敗東方龍獅。
2018/19 球季，黃炎堃加盟港超聯球會理文。2019年4月27日，理文於菁英盃決賽的加時後以 3：2 擊敗佳聯元朗，奪得球會歷史上首項錦標，黃炎堃當日射入一球。
2021年7月30日，理文宣布黃炎堃約滿離隊。

## 榮譽
理文
- 香港菁英盃冠軍（2018–19季度）

元朗
- 香港高級組銀牌冠軍（2017–18季度）

和富大埔
- 香港高級組銀牌冠軍（2012–13季度）

香港代表隊
- 港澳埠際賽冠軍（2012、2014年）

## 外部連結
- 香港足球總會網頁球員註冊資料 （页面存档备份，存于）